# Бар (посёлок)
Бар (укр. Бар) — посёлок, входит в Барский район Винницкой области Украины.
Население по переписи 2001 года составляло 807 человек. Почтовый индекс — 23007. Телефонный код — 04341. Занимает площадь 3,781 км². Код КОАТУУ — 520280603.

## Местный совет
23007, Винницкая область, Барский район, с. Войнашовка, ул. Вокзальная, д. 1